# やっぱり猫が好き
『やっぱり猫が好き』（やっぱりねこがすき）は、1988年10月11日から1991年9月21日まで、フジテレビ系列で放送されていた日本のコメディドラマである。3人の姉妹が暮らすマンションの一室を舞台としたシチュエーション・コメディで、長女役をもたいまさこ、次女役を室井滋、三女役を小林聡美が演じている。イーストとフジテレビの共同制作。
第1シーズンは深夜枠での放送だったが、高視聴率を得ていた。人気番組となり、1989年のフジテレビの年末年始キャンペーンには主演を務めた3人が起用された。1990年10月からの第2シリーズはゴールデンタイムに昇格した。1989年大晦日には逸見政孝の名前を冠した生放送版『やっぱり逸見と猫が好き』も放送された。
第1シーズンのみサンスター一社提供。同社は第2シーズンにもスポンサー参加した。

## 概要
いわゆるシチュエーション・コメディの形式であり、マンションの一室を舞台に恩田家の三姉妹が繰り広げる騒動を1話完結（2話続きの例外もあり）で描いていた。
基本的に、舞台はマンションの一室、出演者は三姉妹と飼い猫のみという設定である。しかし、初期はスタッフ（当番組のスタイリストや、火事の際の取材陣役）が出ていたり、屋外ロケが数回ある。スペシャル版では逸見政孝、三谷幸喜、大高洋夫、西村雅彦らがゲスト出演した。
台本はあるもののアドリブもかなり多く、その過程で急遽生まれた新しい設定なども存在する。通常ドラマの収録は、場面内で映像のカット割りによって対面のカメラやスタッフが見切れてしまうため（例として2人以上が向かい合っている場面で互いの顔を交互に写す場合など）、同じシーンの芝居をカメラ位置を変えながら数テイク撮影し、後で編集でつなげる手法をするが、本番組は舞台上の演劇作品を撮影する仕組みと同様なので撮り直しなどは無く収録は基本一発勝負で行われる。そのため失敗やハプニングが起こってもそのまま放送されることも多く、男性スタッフの笑い声が時々入る。この手法は深夜時代の後番組『子供、ほしいね』にも引き継がれている。
コメディドラマであり、初期は清水東、大岩賞介、廣岡豊らバラエティ番組を担当する構成作家が脚本を担当し、数名による週替わりのローテーションとなっていたが、第1シーズン後半からは三谷幸喜がメイン作家となった。これが縁で三谷は三女・きみえ役の小林聡美と結婚することになる（2011年に離婚した）。
クールの節目にはセットを模様替えするため、引っ越したり泥棒に入られたり、バザーに品物を出したり、という回が挿入される。
テーマ曲は矢野顕子の「David」で、アイキャッチには桜沢エリカのイラストが使われた。BGMには、当時流行したニュー・ミュージックの曲が流れていた。稀に番組オリジナル楽曲が使われた事もある。

## 劇中登場人物
3人の年齢は各女優の実年齢。かや乃とレイ子は8つ、レイ子ときみえは5つ歳が離れている。

### 恩田かや乃
もたいまさこ
- 血液型・B型
- あだ名は「かーや」。
- 長女。普段はしっかり者であるが、いったん壊れるととことん壊れてしまう悪癖がある。また、市の絵画コンクールできみえの作品が入選した際に、その時の応募用紙の「年」（応募者の年齢を書く項目である）の項目を勝手に「絵画教室に通っていた年数」と解釈してしまい、「6年」（当時、きみえは既に20歳を過ぎていた）と書いてしまったりするなど、少し抜けた部分もある。
- 一貫してもの静かな感じではあるが、極初期には絶叫するシーンもある。
- 本職は謎。レイ子はかや乃の詳細な職業を知らないが、本人ときみえは「夜の仕事」とチラッと言っている。丸の内の会社と言っていたこともある。銀行員であったこともあり、株式（具体的に名前が挙がったのはNTTの株）や国債取引にも手を出している。会社の備品や、文房具を持ち帰る癖があり、結婚式の引き出物がなくなった時に、上司からそれとなく疑いをほのめかされ、会社を辞めると宣言（妹達にとりなされ、事なきを得る）。ただはっきりしているのは、レイ子ときみえが学生時代のときは、2人の学費を支払うために歌舞伎町の裏路地のクラブで働いていたこと。また、昔世話になったオカマのママがおり、彼の事故の際ピンチヒッターを頼まれ、ゲイバーに勤めたこともある。
- 特技は素潜り（ただし、きみえからはエアロビクスだと思われていた）。
- 留守番電話に対して、批判的な考えの持ち主。
- 手タレをやっていたことがある。
- 古風だが井上陽水（会員番号は4002、LPを『一枚残らず』持っている）、舟木一夫、中村吉右衛門、永ちゃん、舛添先生のファンを公言するなど意外にミーハーな面もある。他方、小柳ルミ子は嫌いだそうである。
- 武田鉄矢（レイ子と）、丹波哲郎の物真似を披露した事がある。また特番（2003）では、ビートたけし、氷川きよしの物真似をやらされ、浜崎あゆみまでさせられそうになる。
- 大学在籍時は『英米科』だった。
- 大学4年の頃、文科系同好会のミュージシャンと藁葺き屋根の中で契りを交わした。
- 見かけによらず、学生時代は「ヘビメタ同好会」に入っていた。同系統のボーイフレンドにビニールのギター・ケースを使用していた人や、『ロビン』と名前が出てくる事もあった。
- 高校時代は奇術部に所属し、「クイーンかや乃」と呼ばれていた（姉妹間で才能が認められるようになったのは、賭けトランプのエピソード "楽しい夜遊び"で、である）。水球部に入部していたというエピソードもある。
- 同じく高校時代にハープ同好会に所属し、会計係を担当していた模様。ちなみにハープは現在も所持しており、普段は箪笥の裏で靴下を干したりゆで卵を切るのに使用されている。
- 中学生時代に浦安で番を張っていた（いわゆるスケバン）頃もあり、「吹き矢のおかや」と呼ばれたらしい。
- 昔、バイトで画廊に務めていたことがある。
- あまり他人を家に上げたがらない。
- 酢豚とオカルトと椎茸が大嫌い。
- 火事にあった人のことをリアルに話す。
- 恩田家10代目の当主である。そのため結婚の際には婿養子が条件になる。
- 「ディ」の発音に弱く、よく「ディズニーランド」を「デズニーランド」と発音し、レイ子・きみえに指摘される場面が見られる（後年、もたいは、ほかの2人と違い、既に30代の後半であったために長いカタカナ表記が既にこのときには発音しづらくなっていたり、覚えにくくなっていたと回顧している）。
- 義侠心が強く、家事全般に加え、近所づきあい、地域活動、婦人会も務め上げる。「浦安おしるこ娘」として沿道に立ち、バザー、地域清掃、果ては姉妹を巻き込んでの人形劇に至った。万引きの疑惑を抱かれたときは、川に落ちた児童を助けて警察から表彰を受けた。
- 九十九里第三中学校卒業。校歌は滝廉太郎作。
- 赤ん坊の乳臭さが苦手。
- 福島スペシャルでは、野良ヒコーキを100円入れたらプロペラが回る位の飛行機だと解釈して勝手に操縦している。
- 「お猿日記」の話が何故おかしいのか、終ぞわからないまま、放送を終える（その後でもこのエピソードは語り継がれていく）。
- 姉妹中一番一貫性がない（仕事・性格においても）、不思議な人。（次女・三女）の性格を両面持ち合わせ、+αの自己性格をも持つ、いわば恩田三姉妹中で最強である。
- 幕張在住のコイシカワという名前の友人がいる。

### 恩田レイ子
室井滋
- 次女。三姉妹1番のトラブルメーカー。自らの欲望に忠実でワガママな描写が多々見られる。自分の目的を果たすために姉妹に迷惑をかける事が多いが、責められても悪びれる様子が殆どない。言い訳が多い。
- 通称「水戸様」という既婚男性と不倫の関係にある。水戸様は週末、家族サービスをするためレイ子とは会わない。そのためレイ子は週末、水戸納豆を見られない。水戸様には猫目石の指輪を買ってもらった（水戸様はカメラマンの社長をしている）。その他、若手歌舞伎俳優と出会って一週間で結婚したが、水戸様を忘れられず新婚旅行に出発する直前に水戸様の元へ走ってしまった。
- 学生時代から（國學院大の）教生の先生と不倫するなど、いい恋愛をしていない、と男運が1番なさそうで実は1番男暦が長い姉妹であり、その点でおいては一番幸せな恋愛を継続している。
- 幼少期、姉や妹とは別に、一人だけ富山の親戚のもとで育った。これは、子供時代の思い出を語るシーンなどで、実際は富山出身である室井だけが、他の2人（東京出身）とはかなり違う記憶を持っていたことが多いため、アドリブから生まれた設定であろうと推測される。すごろくなど、時々変わったイントネーションで言う。
- 学生の頃、東京ボンバーズの佐々木ヨーコに憧れ、プロ・スケーターになりたがり、かや乃に叩かれる（墓参りの回想シーンにて）。
- 本職は（売れない）女優。しかし、女優だけでは食べていけないため「赤さそり」でホステスや、水戸様の秘書、人形作家、新聞チラシの広告モデル、レンタル「おつむ」屋（おむつ屋）など色々なバイトをしている。第2話（実質第1話）でアドリブで女優ということになった。本人は最初教師のつもりだったらしく、アガリ症であるにもかかわらず「銀座でアルバイトしている」「女優の卵」という設定は現場でもたい直々にセリフ内で言い渡され、うろたえている姿を確認できる。ちなみに長姉が一番乗り気できみえが便乗する（この図式は多用されていく事になり、レイ子が巻き込まれる事になる）。この"クイズ出演"では、各自のポジションが設定されていくという重要なエピソードである。『女ねずみ小僧』の第2話「月がとっても青いから」（1989年4月19日）に腰元・すずな役で出演した室井は、恩田レイコ名義でクレジットされた。なお、女優という比較的非現実的な職業に対して両姉妹とも芸能界に手を染めているので（かや乃→手タレ、きみえ→イースト勤務）、特別扱いされない。
- 十年間無事故無違反で生まれてはじめての表彰状を貰っている（その間運転していないため）。
- 時折姉妹中誰よりも一般常識を発揮する（面接の仕方など）。
- （性格・キャラクターなど）振り幅が大きい。
- キャンプ（福島スペシャル）では8トラックのカラオケ機を背負ってやってくる、など突出した性格を露見する（このカラオケセットは、浦安のマンション居住時にかや乃が404号室のヒゲの人の家から火事の際に火事場泥棒してきたものと同一であるようである。この際にその家から仏壇も持ち出している）。
- 「赤さそり」のママはケチであると、「赤さそり」のお客の「栗山さん（くーちゃん）」（相模大野在住）に愚痴をこぼしていた。
- 「赤さそり」で井上陽水と知り合う機会があり、自宅の電話番号を知っている。
- 恩田家を（公私混同で）連絡網にしていたようである。
- できるモノマネは十勝花子、奥田瑛二、名取裕子（きみえによると、モノマネ三原則）。かや乃と武田鉄矢の歌真似をしたこともあるが、時代的に違うため却下された。
- 姉・妹とは別のアパートに住んでいるが、ほぼ毎日のように姉妹のマンションへやってきて、食事をしたり風呂などに入ることも多い。寝具など常置しているようである幕張での自分の部屋（セリフの上でしか登場しない）は、風呂がなくトイレが共同の、「ゴーストキャッスル堂（?）アヤ」というアパート。他の場所でのアパート名は不明。
- ゴーストキャッスル堂にはベータ方式のビデオしか無いので、恩田家でレンタルビデオ（VHS）を観るという設定になっている（これは、一般的でなかったベータ方式に対して、放送当時急普及し始めていたレンタルビデオ（VHS）を観る、という、業界内外の設定に則したエピソードである）。
- ヘビースモーカーで、劇中も煙草を吸うシーンが多い。
- 深夜時代の飼い猫「サチコ」を拾ってきたのはレイ子である。
- 幕張の駅前でシャネルのニセモノ（チネル）のバッグを売りつけられた。ちなみに、キミエに有償で貸している。
- ビア・ガーデンで「泥レス」のアルバイトをやっていたようである（レイ子本人は否定したが、自分から振った話である）。
- 牛柄のパジャマを愛用している。この衣装は室井自身が買い取り、長年愛用していた（1stシーズンDVD19巻全巻購入特典ディスク内で語られている）。
- お粥が死ぬほど嫌いで、激しい拒否反応を起こす。好物は肉まん基本的に肉食を好む。
- 水っぽいカレーと子供も嫌いで子供に接すると蕁麻疹が出るらしい。また、「ワインを飲むとプツプツが出来る」らしい（このエピソードは、後の1998年のビデオ『ワインを飲んでシル・ヴ・プレ』の回では克服されている模様）。
- カレーにコーラを入れると言ったところ、姉妹に否定され、スタッフに「カレーにコーラを入れるよねぇ?」と同意を求めたことがある。
- 斉藤由貴ちゃんからお守りをもらったらしい（ニューヨーク編）。
- 蟹を食べるとカニ病を発症するおそれがある。
- 餃子の皮をつつむのが苦手で、舌でなめて皮をくっつけていた。本人いわく「赤さそり」では、そうやって作っていたとのこと。
- 全大学連盟サンバコンクールで2年連続で優勝した経験を持つ。
- セリフでは、あまり姉妹に協調されない、そのせいか、浮世離れた印象を受ける。
- 小林聡美のことは「さとちゃん」と呼んでいるらしく、本番中もうっかり「さとちゃん」と呼びかけてしまうことが何度かあった。唯一「しげるちゃん」と名前をフルネームで捻られずに呼ばれている。
- ヒステリー作家の墓守しょうたろう（新人賞を連続3年受賞）の作品を愛読している。
- 以前自作自演のコミックバンドをやっていたらしい。電話口で井上陽水に「大仏」と「ごぼう」という2曲をカシオトーンを用いて披露している（なお、メロディラインは判りにくいが、オープニングテーマである矢野顕子の「David」である）。
- 八千草薫と共演したことがあり、それを知った八千草薫の熱狂的なファンである大阪の砥石屋の社長に200万円をもらったことがある。

### 恩田きみえ
小林聡美
- 三女。サバサバした性格で、機転がきく。
- 本職は、株式会社イーストのAD（第1シーズン）。ドラマ内で『ハタダ!』『トミヤマ!』など実際のスタッフの名前やそれに似た名前を叫ぶことがある。化学実験キットの訪問販売のバイトなどもやっていた（講習会には出たが、実際に訪問販売をしたかは不明）。転職を考え、西条（西城?）バーモントコーポレーションへ面接に行き即採用となるが、帰宅後、会社が摘発された。
- モノマネ好きで武田鉄矢、桜田淳子、斉藤由貴、富田靖子、幸田シャーミン、藤純子、松田聖子、黒木香など多数のレパートリーを持つ。モノマネは、本人いわく「身内芸」のようなものでひっそりやっていたが、しだいに表に出てきたそう。桜田淳子においては、細部にわたって楽曲を知っており、「この曲は皆さん（スタッフに向かって）ご存知ないですか？」と反応を伺い尋ねたこともある（姉妹げんか編、天使のくちびるにおいて）。
- 酒に酔うと居酒屋の看板からサーカスで芸をするカンガルー、挙句の果てには、所有者不明の1億円が入ったバッグなど、色々と奇妙なものを拾って持って帰る癖がある。
- 寝言が多く、寝言でモノマネをしたり、おやじや歴史上の人物になったりすることも。
- 嫌いな食べ物はマトンカレー。
- 子供の頃から賭け事に弱い。にもかかわらず、「お金のない週末」では、なけなしの小銭を自分に預けさせ、朝一番のパチンコで一発当てよう、という無謀を思いつき、かや乃・レイ子から却下される。
- 金貸しやヤクザを演じるときはなぜか関西弁である。
- 姉妹喧嘩から家出し幸木・黒田先輩の家に泊まっていたが、その家（ベイエリアのロフトだと聞かされていた）がただの倉庫だったため、耐え切れずすぐ戻ってきた。
- 当時、もたいまさこのことを「まこちゃん」と呼んでいたらしく、本番中もうっかり「まこちゃん」と呼びかけてしまうことが何度かあった。
- きみえという名前は「玉子の黄身のように可愛く女の子が美味しく育つように」と父親からつけられた。
- クラリネットやフルートを嗜んでいる模様。また、打楽器のボンゴも所持しておりサンバのリズムを演奏している。
- ボーイフレンドは度々変わっているようであるが、約束をすっぽかされたり浮気されたりと一番男運には恵まれていない。
- かなりオシャレには気を遣っており、よく丸井のローンで洋服を購入している。
- 時折芸能界の裏情報（ピンクレディ（振付で渚のシンドバッドだと解る）などの）をかや乃の耳に入れては喜ばせる技を持っている。ただし週刊誌などを観ていれば誰もが知ってる位の情報。
- 2003年頃には仕事を辞めフリーターになっている。1993年以降に婚約をしたものの、相手が結婚詐欺師だったらしく相当な物品を購入させられた模様。

### 三姉妹に共通する事柄
- 最初は「安藤」姓だったようであり、クイズ出演の回では、会社からの電話を取ったきみえが直々に「はい、安藤ですけど…」と応答している。その後ぼやかしていたが、表札（玄関の映るシーン）で（母音の響きに近い）「恩田」に落ち着いていったようである。
- 一旦同時に壊れだすと、怒涛の如く崩壊していく。ストッパーのいない姉妹である。ただし、協調しない場合は果てしなく協調しない。
- 火事の際、真下まで火の手が迫る部屋で火事場で回したビデオを観ながらしゃぶしゃぶを食べる。
- かや乃が（エピソード中で）骨折する、という回を収録前に、『暑い』外国（バリ）にもたい・小林が旅行しており、同行しなかったレイ子がひがむ。
- 独特の『単位』として、「中尾彬百発」と当時使っていた。
- ビールが飲み物としてよく出てくるが、洋物が多く、馴染みのないものが多い。
- 親類に新小岩の本間のおばちゃんがいる。レイ子も引く程のお調子者。
- 北海道にタカシおじさんという親類がおり、その娘はヨウコ。倉本聰が主催している富良野塾に親子揃って入塾している。
- しゅうこという広島育ちの従姉妹がいる。
- それぞれが男運に恵まれていない。
- 揃って、家族の記念日（お誕生日など）や行事・歳時記（クリスマスなど）を重んじる姉妹である。
- 共通したステップを持っている。ただし同時には披露されない。
- お隣が「入江さん」だった時期がある。
- 音楽にまつわるエピソードが多い。特にモノマネの話で、それぞれ得意技を出して競い合う。かや乃が唄う「王将（村田英雄の歌）」では独自なメロディー・ラインでハモり合った。ポジションとしては、かや乃→演歌系、レイ子→1970s歌謡曲、きみえ→アイドル全般といった分別である。きみえはかなり長いスパンでアイドルを知っており、エピソード中でも1970s - 1980sのアイドルの曲が混在し、レアな曲も披露する。

### 猫
- サチコ：深夜時代の猫。非常におとなしく本編で出演者と共演する場面は少ない。地上げ屋に誘拐される、レイ子に首輪を付けられる、タバコを吸わせられる、コタツの中で踏まれるなど散々な目に遭う。台本では「幸子」表記。ゴールデンタイム移行時、サチコは後番組『子供、ほしいね』の久保田夫妻に貰われた。
- カズちゃん、ユキちゃん、セッちゃん
- ナガヤマ：乳牛のような白黒斑があり、黒い鼻が特徴。人なつこく出演者にじゃれたり、鳴きやまなかったりする性格。流しの三味線売りに捕らえられ、三味線に姿を変えてしまったのではないかと、三姉妹を心配させた事がある。名前は本番組の演出担当のディレクターからとったもの。
- ヨシダ：名前は小林聡美ともたいまさこが本番組以前に共に出演していた日本テレビ系列の『OH!たけし』の演出担当で本番組と同じ制作会社イーストの吉田宏からとったもの。

## 放送

### 幻の第1話
第1話放送分の「かや乃おばさんが来た」は、広く知られているシチュエーションとは異なっている。出演者は小林聡美、森下愛子、もたいまさこの3人で、室井滋は出演していなかった。設定は、安藤きみえ（小林）と安藤さやか（森下）の姉妹が住むマンションに、伯母の恩田かや乃（もたい）が訪れるというものであった。
しかし、第2話放送前に森下愛子が急病のため降板、当時フリーで活動していた室井滋が代役としてレイ子役を演じるようになった。
このような事情からもたい・森下・小林のトリオで放送された第1話は「幻の第1話」として扱われている。「見たい!!」という視聴者・ファンの声は多いにもかかわらず、CSのフジテレビ721においても再放送されたことはなく、ビデオ化・DVD化もされていない。
この第1話は、深夜放送であるにもかかわらず、記憶に残るシチョエーションだったからか、次週の視聴に繋がっており、その点でももう一度観てみたいエピソードという声も大きい。
オープニングテーマの矢野顕子の「David」の部分で、出演者表記順が毎エピソード入れ替わる。（1）もたい→室井→小林（2）室井→小林→もたい（3）小林→もたい→室井の三パターン繰り返し。そのエピソードの主役、重要度とは関連無い。

### 第1シーズン
放送時間帯：深夜枠
- 1988年10月 - 1989年3月（浦安編）：火曜24:30 - 25:00 ※深夜時代はサンスター一社提供だった。

| 各話 | 放送日          | サブタイトル                       | 作            | 演出       |
| ---- | --------------- | ---------------------------------- | ------------- | ---------- |
| 1    | 1988年 10月11日 | かや乃おばさんが来た               | 清水東        | 波多野健   |
| 2    | 10月18日        | クイズ出演                         | 廣岡豊        | 波多野健   |
| 3    | 10月25日        | カラスの襲来とかや乃のお見合い     | 大岩賞介      | 波多野健   |
| 4    | 11月1日         | 隣に引っ越してきた男とブラバン     | 清水東        | 波多野健   |
| 5    | 11月8日         | レイ子の誕生日と謎の男             | 廣岡豊        | 波多野健   |
| 6    | 11月15日        | 首つった部屋とお猿日記             | 清水東        | 波多野健   |
| 7    | 11月22日        | 裏切られたハワイ旅行と英会話ビデオ | 廣岡豊        | 波多野健   |
| 8    | 12月6日         | きみえF・Fされる                   | 清水東        | 田邊勝弘   |
| 9    | 12月13日        | バナナの皮とかや乃の超能力         | 廣岡豊        | 大下広     |
| 10   | 12月20日        | クリスマス                         | 山田あかね    | 山田あかね |
| 11   | 1989年 1月10日  | 伊豆のお墓参り                     | 廣岡豊 清水東 | 波多野健   |
| 12   | 1月17日         | 地上げ屋こわい                     | 廣岡豊        | 波多野健   |
| 13   | 1月24日         | 幸運のペンダントとありがとう       | 清水東        | 波多野健   |
| 14   | 1月31日         | 自動車教習所と車のインテリア       | 廣岡豊        | 波多野健   |
| 15   | 2月7日          | しゃぶしゃぶと火事ノンノンよ       | 清水東        | 波多野健   |
| 16   | 2月14日         | まみ子が結婚!?                     | 廣岡豊        | 次廣靖     |
| 17   | 2月21日         | かや乃の失恋とレイ子のカニ病       | 森山京子      | 次廣靖     |
| 18   | 2月28日         | 居候は受験生                       | 廣岡豊        | 波多野健   |
| 19   | 3月7日          | ニューヨークスペシャル             | 森山京子      | 波多野健   |
| 20   | 3月14日         | 赤ちゃん大好き                     | 廣岡豊        | 次廣靖     |
| 21   | 3月21日         | ご近所付き合いときみえのへそくり   | 清水東        | 波多野健   |

- 1989年4月 - 1990年3月（幕張編）：火曜24:40 - 25:10

| 各話 | 放送日         | サブタイトル                              | 作       | 演出              |
| ---- | -------------- | ----------------------------------------- | -------- | ----------------- |
| 22   | 1989年 4月11日 | 予告どおり引越し                          | 廣岡豊   | 次廣靖            |
| 23   | 4月18日        | 悲しき御高祖頭巾                          | 三谷幸喜 | 武部真子          |
| 24   | 4月25日        | 楽しいG・W                                | 清水東   | 次廣靖            |
| 25   | 5月2日         | はまぐりペペちゃん                        | 三谷幸喜 | 武部真子          |
| 26   | 5月9日         | ギョーザがいっぱい                        | 三谷幸喜 | 次廣靖            |
| 27   | 5月16日        | ベランダロックアウト                      | 三谷幸喜 | 武部真子          |
| 28   | 5月23日        | きみえの拾い物                            | 清水東   | 武部真子          |
| 29   | 5月30日        | 相撲部屋がやって来た                      | 三谷幸喜 | 次廣靖            |
| 30   | 6月6日         | ゲージュツは爆発だ                        | 三谷幸喜 | 武部真子          |
| 31   | 6月13日        | 幕張恋物語                                | 加藤千恵 | 次廣靖            |
| 32   | 6月20日        | 一緒に寝ようよ                            | 三谷幸喜 | 武部真子          |
| 33   | 6月27日        | 梅雨の恐怖                                | 三谷幸喜 | 次廣靖            |
| 34   | 7月4日         | あこがれのフリオ                          | 三谷幸喜 | 次廣靖            |
| 35   | 7月11日        | めざせ女流小説家                          | 森山京子 | 武部真子          |
| 36   | 7月18日        | 留守電ルンルン                            | 三谷幸喜 | 次廣靖            |
| 37   | 7月25日        | 鴨田さんの秘密                            | 加藤千恵 | 武部真子          |
| 38   | 8月1日         | 姉妹げんか                                | 加藤千恵 | 武部真子          |
| 39   | 8月8日         | 真夏の夜の大運動会                        | 森山京子 | 武部真子          |
| 40   | 8月15日        | 福島スペシャル（前編）                    | 三谷幸喜 | 武部真子 次廣靖   |
| 41   | 8月22日        | 福島スペシャル（後編）                    | 三谷幸喜 | 武部真子 次廣靖   |
| 42   | 8月29日        | わたし転職します                          | 西条昇   | 次廣靖            |
| 43   | 9月5日         | 楽しい夜遊び                              | 三谷幸喜 | 次廣靖            |
| 44   | 9月12日        | パーティーは終わった                      | 三谷幸喜 | 洪龍吉            |
| 45   | 9月19日        | お金のない週末                            | 三谷幸喜 | 洪龍吉            |
| 46   | 9月26日        | 肉まんが食べたい                          | 三谷幸喜 | 次廣靖            |
| 47   | 10月10日       | 化粧で勝負                                | 三谷幸喜 | 洪龍吉            |
| 48   | 10月17日       | カンガルーのホリちゃん                    | 三谷幸喜 | 洪龍吉            |
| 49   | 10月24日       | どーゆーことだ                            | 三谷幸喜 | 岩川千秋          |
| 50   | 10月31日       | ブン・ブン・ブン ハエが飛ぶ               | 加藤千恵 | 洪龍吉            |
| 51   | 11月7日        | すばらしい日曜日                          | 加藤千恵 | 洪龍吉            |
| 52   | 11月14日       | かや乃怒る                                | 三谷幸喜 | 岩川千秋          |
| 53   | 11月21日       | そっくりさん                              | 三谷幸喜 | 洪龍吉            |
| 54   | 11月28日       | ビデオ鑑賞会                              | 三谷幸喜 | 岩川千秋          |
| 55   | 12月5日        | ひい爺さん・いい爺さん・異人さん          | 三谷幸喜 | 岩川千秋          |
| 56   | 12月12日       | 猿の手                                    | 三谷幸喜 | 洪龍吉            |
| 57   | 12月19日       | クリスマス・スペシャル                    | 三谷幸喜 | 岩川千秋          |
| SP   | 12月24日       | やっぱり逸見と猫が好きスペシャル          |          | 波多野健 上野修平 |
| SP   | 12月30日       | やっぱり猫が好きスペシャル                | 波多野健 |                   |
| SP   | 12月31日       | 年またぎスペシャル やっぱり逸見と猫が好き | 三谷幸喜 | 波多野健 上野修平 |
| 58   | 1990年 1月9日  | 鴨田さんが死んだ日                        | 三谷幸喜 | 岩川千秋          |
| 59   | 1月16日        | ブジラVS恩田三姉妹                        | 三谷幸喜 | 洪龍吉            |
| 60   | 1月23日        | プップッピ プップッピ プッピー プッピー   | 三谷幸喜 | 岩川千秋          |
| 61   | 1月30日        | 大利根さんの秘密                          | 三谷幸喜 | 洪龍吉            |
| 62   | 2月6日         | スキーで骨折                              | 三谷幸喜 | 岩川千秋          |
| 63   | 2月13日        | きみえのアルバイトと豆腐実験              | 三谷幸喜 | 洪龍吉            |
| 64   | 2月20日        | 焼肉パーティー                            | 三谷幸喜 | 岩川千秋          |
| 65   | 2月27日        | 銭湯へ行こう                              | 三谷幸喜 | 洪龍吉            |
| 66   | 3月6日         | 結婚式の朝                                | 三谷幸喜 | 岩川千秋          |
| 67   | 3月13日        | 恩田家サスペンス劇場                      | 三谷幸喜 | 洪龍吉            |
| 68   | 3月20日        | うちら陽気な三人姉妹                      | 三谷幸喜 | 岩川千秋          |
| 69   | 3月27日        | さよなら恩田三姉妹                        | 三谷幸喜 | 洪龍吉            |

### やっぱり猫が好き殺人事件
- 1990年3月29日（木）22:00 - 23:24に放送。脚本は三谷幸喜、プロデュースは関口静夫、演出は福本義人。
- 制作は共同テレビ。

第1シーズン終了後に制作された2時間ドラマ。かや乃ときみえの住んでいるマンションで殺人事件が発生し、三姉妹と頼りない刑事が迷推理で事件を解決するストーリー。本編冒頭は犯人が殺害するシーンを見せる「倒叙」ものとなっており、三谷が後に担当する古畑任三郎に近い。
共演者は萩原流行、宍戸開、森口瑤子など。三谷幸喜もレンタルビデオ店の店員として出演している他、西村雅彦など東京サンシャインボーイズの俳優、レポーター役で軽部真一アナウンサーが出演している。深夜帯制作時に小林聡美に惚れてしまった三谷幸喜が、彼女と再会する為に書いたと後に語ったことがある。

### 第2シーズン
放送時間帯：ゴールデンタイム
3人の住んでいるところは渋谷区。
- 1990年10月 - 1991年9月（新猫編）：土曜19:30 - 19:58

満を持してゴールデンタイムに移動し全国ネット番組となった。しかし、1年間継続するも深夜時代より人気は出なかった。そして終了とともに前後半体制も終了し、当番組と同じイーストとフジテレビ共同制作で1時間番組『たけし・逸見の平成教育委員会』を開始する（ドラマは水曜22:00に拡大移動する）。
| 各話 | 放送日          | サブタイトル                     | 作              | 演出              |
| ---- | --------------- | -------------------------------- | --------------- | ----------------- |
| SP   | 1990年 10月13日 | やっぱり猫が好きスペシャル       | 清水東 三谷幸喜 | 武部真子 波多野健 |
| 1    | 10月20日        | 2台のテレビ                      | 三谷幸喜        | 波多野健          |
| 2    | 10月27日        | 松茸が食べたい!                  | 三谷幸喜        | 波多野健          |
| 3    | 11月3日         | 万引きはわきの下で               | 三谷幸喜        | 善本真也          |
| 4    | 11月10日        | お見合い                         | 三谷幸喜        | 波多野健          |
| 5    | 11月17日        | ベタベタはイヤよ                 | 木皿泉          | 善本真也          |
| 6    | 11月24日        | 洗面器占い                       | 平光琢也        | 波多野健          |
| 7    | 12月1日         | クーポン券は誰のもの             | 下等ひろき      | 善本真也          |
| 8    | 12月8日         | エレキで停電                     | 三谷幸喜        | 波多野健          |
| 9    | 12月15日        | 英語                             | 小山真弓        | 善本真也          |
| 10   | 12月22日        | クリスマスはマントラで           | 三谷幸喜        | 波多野健          |
| 11   | 1991年 1月12日  | わたしの恥ずかしい写真           | 三谷幸喜        | 善本真也          |
| 12   | 1月19日         | 怒りはパワーだ                   | 木皿泉          | 波多野健          |
| 13   | 1月26日         | 夢はピンク色…                    | 木皿泉          | 善本真也          |
| 14   | 2月2日          | エコロジー植木                   | 小山真弓        | 波多野健          |
| 15   | 2月9日          | テープの中身は                   | 三谷幸喜        | 芳住昌之          |
| 16   | 2月16日         | もらわれっ子は誰だ               | 木皿泉          | 善本真也          |
| 17   | 2月23日         | うらまれた三姉妹                 | 木皿泉          | 善本真也          |
| 18   | 3月2日          | 生意気な子役                     |                 | 芳住昌之          |
| 19   | 3月9日          | これらは何に使うのか             | 根本晃          | 善本真也          |
| 20   | 3月16日         | 視聴率測定機さま                 | 木皿泉          | 芳住昌之          |
| 21   | 3月23日         | 王女カテリーナ                   | 木皿泉          | 善本真也          |
| 22   | 4月20日         | 酔っぱらいの黒岩君               | 三谷幸喜        | 芳住昌之          |
| 23   | 5月4日          | ヤクザ撃退作戦                   | 三谷幸喜        | 永山謙二          |
| 24   | 5月11日         | よくわからないＸ                 | 木皿泉          | 芳住昌之          |
| 25   | 5月18日         | 空飛ぶエビフライ                 | 木皿泉          | 芳住昌之          |
| 26   | 6月1日          | 結婚式のスピーチ                 | 木皿泉          | 芳住昌之          |
| 27   | 6月8日          | ゲイボーイかや乃                 | 木皿泉          | 永山謙二          |
| 28   | 6月15日         | 卵の恩返し（前編）               | 吉田秀穂        | 永山謙二          |
| 29   | 6月22日         | 卵の恩返し（後編）               | 吉田秀穂        | 永山謙二          |
| 30   | 6月29日         | マムシのきみちゃん               | 木皿泉          | 芳住昌之          |
| 31   | 7月6日          | シャイなくの一                   | 木皿泉          | 芳住昌之          |
| 32   | 7月13日         | 時をかける三姉妹                 | 吉田秀穂        | 永山謙二          |
| 33   | 8月3日          | かや乃の悪いクセ                 | 妻鹿年季子      | 永山謙二          |
| 34   | 8月10日         | ナガヤマちゃんがいなくなった日   | 吉田秀穂        | 芳住昌之          |
| 35   | 8月17日         | 本人が言ってます間違いありません | 木皿泉          | 永山謙二          |
| 36   | 8月24日         | 夏休みの宿題うけおいます         | 吉田秀穂        | 永山謙二          |
| 37   | 8月31日         | 奇怪! ゴマスリ症候群             | 木皿泉          | 永山謙二          |
| 38   | 9月7日          | ホクロ                           | 三谷幸喜        | 芳住昌之          |
| 39   | 9月14日         | 女の幸せか家族の愛か             | 吉田秀穂        | 永山謙二          |
| 40   | 9月21日         | 最後の恩田三姉妹                 | 三谷幸喜        | 芳住昌之          |

放送局
特筆の無い限り全て同時ネット
- フジテレビ（制作局）
- 富山テレビ[7]
- 石川テレビ[7]
- 福井テレビ[7]

### やっぱり猫が好き 恩田三姉妹の京都大騒動編
- 1990年10月21日に発売された全編京都ロケによるビデオオリジナルシリーズ。脚本は三谷幸喜、演出は波多野健。

### ビッグトゥディ編
1995年から1996年にかけて、昼のワイドショー番組『ビッグトゥデイ』内で不定期放送されたオールロケでの特別シリーズ。
| 各話 | 放送日         | サブタイトル           | 作         | 演出     |
| ---- | -------------- | ---------------------- | ---------- | -------- |
| 1    | 1995年 10月5日 | マッサージ編           | 藤沢めぐみ | 今井康之 |
| 2    | 11月21日       | 根津編                 | 藤沢めぐみ | 波多野健 |
| 3    | 12月12日       | ホテルリーガロイヤル編 | 藤沢めぐみ | 波多野健 |
| 4    | 1996年 3月5日  | 東京ディズニーランド編 | 藤沢めぐみ | 芳住昌之 |
| 5    | 5月21日        | 府中競馬場編           | 藤沢めぐみ | 芳住昌之 |
| 6    | 11月12日       | 葉山で釣り編           | 藤沢めぐみ | 芳住昌之 |

### 今でもやっぱり猫が好き98 スペシャル
1998年6月11日（木）27:10 - 28:10に放送された番組10周年記念スペシャル。放送の翌週にはTV未放送の新作「ワインを飲んでシル・ヴ・プレ」を収録したソフト版が発売された。
| 各話 | サブタイトル                   | 作         | 演出     |
| ---- | ------------------------------ | ---------- | -------- |
| 1    | レイ子はん、きつきつカンニンえ | 木皿泉     | 芳住昌之 |
| 2    | ワインを飲んでシル・ヴ・プレ   | 飯田まち子 | 芳住昌之 |

### やっぱり猫が好き 新作2001
2000年12月31日未明（12月30日深夜）にオールナイト放送された『カノッサの屈辱・20世紀最終講義 深夜番組の歴史』内で放送。翌年4月にTV未放送の新作「要再検査さん」を追加したソフト版が発売された。
| 各話 | サブタイトル     | 作                           | 演出     |
| ---- | ---------------- | ---------------------------- | -------- |
| 1    | 思い出せないこと | ケラリーノ・サンドロヴィッチ | 芳住昌之 |
| 2    | 要再検査さん     | 金杉弘子                     | 芳住昌之 |

### やっぱり猫が好き 2003
2003年9月22日（月）25:05 - 26:05放送。
| 各話 | サブタイトル     | 作         | 演出       |
| ---- | ---------------- | ---------- | ---------- |
| 1    | 3人じゃ無理無理! | 福田雄一   | 芳住昌之   |
| 2    | 10年目の奇跡!?   | 山田あかね | 山田あかね |

### やっぱり猫が好き 2005
2005年4月4日（月）24:35 - 25:35放送。
| 各話 | サブタイトル | 作       | 演出     |
| ---- | ------------ | -------- | -------- |
| 1    | 自主制作映画 | 荻上直子 | 芳住昌之 |
| 2    | 在宅ワーク   | 荻上直子 | 松本彩夏 |

### やっぱり猫が好き 2007
2007年3月26日（月）24:35 - 25:35放送。設定が時代劇風になっている。ソフト版にはTV未放送の新作「レイ子の怖い話」を収録。
| 各話 | サブタイトル           | 作       | 演出     |
| ---- | ---------------------- | -------- | -------- |
| 1    | ウラハラきみちゃん     | 福田雄一 | 芳住昌之 |
| 2    | 新しい家族がやってくる | 福田雄一 | 芳住昌之 |
| 3    | レイ子の怖い話         | 福田雄一 | 芳住昌之 |

### スペシャル番組
1989年 - 1990年、前年までの全民放の「ゆく年くる年」に代わって、フジテレビ初の独自制作の年越し番組として、『年またぎスペシャル やっぱり逸見と猫が好き』が放送された。劇中でカウントダウンもしていた。
全編を通じて、逸見政孝と星野知子が司会をする『いけ年こい年』（日本テレビの同名番組とは別）なる番組を三姉妹が鍋を囲みながら見ているという設定で話は進行しており、この架空番組のコーナーという設定で、それまでの「ゆく年くる年」と同様に、山本晋也・東海林のり子・稲川淳二・斉木しげる・相原勇らリポーターが各地の年末の風景を生中継で伝え、それを見ていた三姉妹が鍋を食べながら色々とリアクションを起こすというスタイルが採られていた。
この放送で、初めて馬が登場している（ただし、猫以外の本物の動物は出ている）。さらに、小林聡美が夜食の買出しをしに行くシーンでは、近くのコンビニで実際に生放送で撮影し、客には脚本家・三谷幸喜の劇団「東京サンシャインボーイズ」の看板俳優である梶原善・相島一之が出演し、店員役に西村雅彦を起用。三谷と小林が揉めている瞬間に年が跨ぐという構成であった。また、オープニングではこのドラマのOPとEDを唄っている矢野顕子と忌野清志郎がドラマのテーマ「David」「サントワマミー」、「ホームスイートホーム」や「カラスの赤ちゃん」を熱唱するシーンも流れた。特別番組のため、通常のイーストのスタッフ以外に日本テレワークのスタッフが制作協力で参加している。
この番組のメインスポンサーはUCC上島珈琲だったので、劇中にUCC製品が置かれたり、コーヒーを飲むシーンが流れた。
なおメイン出演の逸見は、翌1990年 - 1991年に放送された大型年越し番組『年またぎバラエティー』の年越しパート『新春夢花火』（23:00 - 1:00）の司会も担当、2年連続して年越し番組の司会を担当したが、このパートには三姉妹もゲスト出演、三姉妹は2年連続年越し番組に出演となった。

### その他
1990年春に、北海道のローカル局である北海道文化放送でのみ放送された番宣番組「やっぱりuhbが好きッ!」が制作されている。（脚本：三谷幸喜、演出：伊沢昌太郎）
2002年7月から11月にかけて発売された第1シーズンのDVDシリーズの特典映像として、新作エピソード「カッパが出た!」を制作。各巻に19分割して収録されている。
2004年8月から2005年4月にかけて発売された第2シーズンのDVDシリーズの特典映像として、新作エピソード「今日から恩田四姉妹??」を制作。各巻に10分割して収録されている。
2007年（平成19年）8月14日、『やっぱり猫が好き2007』DVD発売を記念し、Yahoo!ライブトークにて、もたいまさこ・室井滋・小林聡美が出演したトークライブが開催された。
2007年（平成19年）9月より、サッポロビール「生搾りみがき麦」のCMに恩田三姉妹として出演。「ただいま篇」「マンボ篇」「笑い声篇」の3本が放映された。CM画面には「(C)フジテレビ/イースト」とコピーライト表記されている。

## エピソード
- 毎回収録は1回につき2週分を、休憩を挟んで行われていた（要は2本撮り）。
- 後に日曜朝に放送された、磯野貴理子、森尾由美、松居直美の『はやく起きた朝は…』の原案になったと言われている。
- 演じた三姉妹のうち、小林聡美のみ三谷幸喜と結婚していたが、2011年に離婚したため、全員独身である。
- ゴールデンタイム時代の前々番組であったアニメ『らんま1/2』の中で、乱馬が弱点である猫に接した時に錯乱して叫ぶ『やっぱり猫が好き〜!』、熱闘編第2話『やっぱり猫が嫌い?』も、このドラマが元ネタである。
- テレビドラマ『ナニワ金融道2』にもたいまさこが詐欺師・青田久子役で出演したが、青田の逃亡先のマンションの名前は「ラ・セーヌ猫ヶ杉（ねこがすぎ）」であった。
- CS放送のフジテレビONEでは、2009年（平成21年）4月11日からの放送が開始される。また、以前にも前身のフジテレビ739で放送されていた。
- 番組収録において台本がある回と、全く台本が無い出演者による完全なアドリブの回が演じられていた。
- 「ピンクの亀」は、京王百貨店新宿店の屋上園芸・ペットコーナーからスタッフADが買ってきたもの。予備用に二頭いて動きの良い、元気な方を歩かせた。
- 「結婚式の朝」の白無垢衣装一式は、収録前日に飛び込みで大手着付け教室に頼み込み間に合わせた。収録当日、着付け師に「大安吉日だったら無理だったわよ」と言われスタッフ一同ゾッとした。
- サブタイトルは、放送開始当初、新聞テレビ欄のスペースの都合(単純に「猫」とのみ記載される事もしばしば)であまり公表されず重要視されていなかったが、回が進むにつれ「放送回数と内容を判別しやすくするため」スタッフ目線で付けられたものが多く「ネタバレ的タイトル」が多い。
- 深夜時間帯放送時の三谷の脚本には、サブタイトルの付いていない話が多く、大半はADが「スタッフ向け」に仮に付けたものだったが、ビデオ発売時に他のサブタイトル同様に正式なサブタイトルになった。

## テーマ曲
- オープニング曲：矢野顕子「DAVID」
- エンディング曲：RCサクセション「サン・トワ・マミー」

## スタッフ
- 脚本：放送欄に記載
- 技術：岡本隆嗣、島方春樹（第1シーズンはカメラ担当）
- カメラ：久坂保、川崎昭、村瀬清、鈴木富夫
- 照明：佐藤浩栄、萩原文彦
- 音声：小西幸久、渡辺利実、錦織雅彦→森永茂（特番以降）
- VE：作田和矢、岩澤英二、平田稔、森村修、松田年世、中村宏→吉田崇（特番以降）
- VTR：船崎亮一、今村信男、星野晃、山本米勝
- 音響：有馬克己（第1シーズンのみ）→橅木正志（第2シーズン以降）
- TK：浜川久美
- 演出補：次廣靖（第1シーズン初期）、芳住昌之（第2シーズン途中まで）→ 藤田直樹、笠原裕明（第2シーズンのみ）
- 編集：大内一学（初期から2003年まで）、吉沼克明・八木下夏郎（第1シーズンのみ）→石丸健一（2005年以降）
- MA：川原崎智史、豊田浩、林光伸（3人共 第1シーズンのみ）→石塚宇生（第2シーズンのみ）、松元祐二（第2シーズン - 2003年まで）→志村武浩（2005年以降）
- 美術 (レギュラー放送時代)
  - デザイン（第2シーズンのみ）：今西真理子
  - 美術：村田進
  - 美術進行：進藤裕之（ステージ東京[11]）
  - 大道具：藤野路弘（第1シーズン）→渡辺恵司（第2シーズン）
  - 小道具 (第2シーズンのみ)：中島淳子
  - メイク：アートメイクトキ
  - スタイリスト：杉野知佐（第1シーズン）→吉野千晶（第2シーズン）
- 美術 (特番時代)
  - 美術プロデューサー：丸山覚
  - デザイン：坂根洋子
  - 美術：長浜毅、増岡武宏
  - 装置：秋山雷太
  - 建具：大崎健一
  - 植木：小林正和
  - メイク：北一騎、田中ツカサ、直江広武
  - スタイリスト：安野とも子
- タイトル画：桜沢エリカ
- タイトルアニメ（第2シーズン）：アニメーションスタッフルーム 小堤一明
- 企画協力：シャシャコーポレイション
- 協力：ホットロード（特番以降は企画協力）
- 技術協力：ビデオスタッフ、東新、RVC（六本木ビデオセンター・2003年まで）→ まるビデオ（2005年以降）、ヌーベルバーグ（2005年以降）、東京サウンド企画（レギュラー放送時代）→ ジャイロ（ビッグトゥデイ時）→ スカイウォーカー（特番以降）
- 美術協力：フジアール → アックス（特番以降）
- 広報：越智亜里子（大晦日年越し特番と第2シーズン）、谷川有季（2003年特番）
- プロデューサー：波多野健（イースト 第2シーズン後期は離脱）、鈴木哲夫（フジテレビ レギュラー時期のみ）、高橋京子（イースト 特番以降）、稲葉久美（フジテレビ映像企画部）
- 演出：放送欄に記載
- 制作：イースト、フジテレビ

## ビデオ・DVD
2005年（平成17年）10月の時点で商品化されていない作品は1989年（平成元年）9月24日・10月1日放送された「やっぱりフジが好き」という特別番組、1990年（平成2年）10月13日に放送された「やっぱり猫が好きスペシャル」、ビッグトゥデイ編における1995年10月5日放送分1996年3月5日放送分、などである。なお、オリジナルビデオシリーズのうちの4作品が、2005年（平成17年）9月 - 11月の最終日曜日と12月18日の午後に「フジテレビ739」（当時）で放送された。
DVD「やっぱり猫が好き2007」が2007年（平成19年）7月4日に発売。「やっぱり猫が好き」の2007年（平成19年）3月に放送されたスペシャルドラマ版。おなじみの三姉妹が時代劇に登場する。